# Touche pas à mon enfant
Touche pas à mon enfant est une organisation non gouvernementale de droit marocain reconnue d'utilité publique, qui a pour objectif de protéger les enfants contre toute forme d'abus et d'exploitation sexuels au Maroc.
Elle a été fondée par Najat Anwar en juillet 2004. 

## But
Touche pas à mon enfant est une organisation non gouvernementale de droit marocain. Sa mission est de lutter pour que les enfants du Maroc bénéficient librement de leurs droits fondamentaux et soient à l’abri de toutes les formes de maltraitance, d’abus et d’exploitation sexuels conformément à la convention des Nations unies relative aux droits de l’enfant, ratifiée par le Maroc en 1993 et le protocole facultatif de 2000.

## Création
C'est en 2003, à la suite du viol du petit garçon de 3 ans d'une de ses amies par le gardien de sa crèche que Najat Anwar, bouleversée par cet acte pédophile, prit conscience de l'ampleur de ce fléau et décida de créer, quelques mois plus tard, l'organisation Touche pas à mon enfant,. Lors de l'instruction, il s’avérait que le pédophile avait agi impunément durant plus de 18 ans. Il fut condamné à une peine légère. 

## Briser les tabous
La fondatrice Najat Anwar à travers l'organisation fut la première à briser la loi du silence et à oser parler de pédophilie et de tourisme sexuel impliquant des enfants au Maroc. Dans un pays marqué par certains tabous, parler de crimes sexuels, d'inceste et de pédophilie relève toujours de la gageure.
Ce qui a pu aider plusieurs enfants qui furent agressés et de même la protection d'autres enfants étant sur le point de se faire agresser

## Missions
Touche pas à mon enfant a pour mission la lutte contre la pédophilie, l'inceste et toutes les formes de maltraitances à l'encontre des enfants du Maroc. Elle intervient dès le début de l'identification de la victime. Son champ d'intervention est le suivant :
- évaluation médicale et psychologique du préjudice subi par l'enfant ;
- conseil juridique pour les familles ;
- représentation des victimes auprès des tribunaux (avec constitution de partie civile) et accompagnement tout le long du processus judiciaire ;
- réinsertion des victimes et lutte contre l'abandon scolaire ;
- aide aux logements et hébergements ;
- intervention dans les écoles ;
- campagne de sensibilisation.

L‘organisation Touche pas à mon enfant milite depuis sa création à l'harmonisation des textes de lois marocains sur les conventions internationales, dont le Maroc est signataire, visant à éradiquer le phénomène d'abus et d'exploitation sexuels des mineurs.
Elle se donne pour mission de traduire en justice le maximum de prédateurs pédophiles identifiés au Maroc en se portant partie civile.
L'organisation est intervenue notamment dans :
- l'affaire des allégations faites par Luc Ferry sur l'implication d'un ancien ministre français dans une affaire de pédophilie au Maroc[6],[7] ;
- l'affaire Daniel Galvan Fina[8].

## Les campagnes de sensibilisation
En 2015, Najat Anwar fait appel au réalisateur français Farid Dms Debah pour redéfinir totalement l'identité visuelle de l'organisation et réaliser la campagne nationale de sensibilisation pour la lutte contre la pédophilie au Maroc. Cette campagne de sensibilisation comporte deux spots à destination de la télévision, des affiches et inserts médias papiers,.

## Touche pas à mon enfant - Europe
En 2016, le réalisateur et producteur français Farid Dms Debah devient le représentant de l'antenne européenne de l'organisation.
Du 1er février au 2 avril 2024, Farid Dms Debah a entrepris la Grande marche contre la pédocriminalité. Un périple de 1500 kilomètres à pieds à travers la France et la Belgique pour dénoncer la pédocriminalité qui gangrène l'Europe.

## Les partenaires
- Le 31 octobre 2014, l'organisation signe une convention sur la protection de l'enfance avec le Ministère de la santé du Maroc[13],[14],[15],[16],[17].

- Le 14 novembre 2014, l'organisation signe une convention pour la sensibilisation à la lutte pédophile avec le Festival Italo Marocchino (Italie)[18] et l'Université de la ville de Belgorod de la fédération de Russie[18].

### Les artistes
- Jamel Debbouze, acteur et réalisateur franco-marocain[19]
- Farid Dms Debah, producteur et réalisateur français[9]
- Mélissa Theuriau, journaliste française[19]

### Les politiques
- Yamina Benguigui, ex-ministre française[20]
- Najat Vallaud-Belkacem, ministre française[20]